# Кервин (Тексас)
Кервин (енгл. Kirvin) град је у америчкој савезној држави Тексас. По попису становништва из 2010. у њему је живело 129 становника.

## Демографија
Према попису становништва из 2010. у граду је живело 129 становника, што је 7 (5,7%) становника више него 2000. године.
| Група             | 2000.       | 2010.       |
| Белци             | 104 (85,2%) | 122 (94,6%) |
| Афроамериканци    | 10 (8,2%)   | 7 (5,4%)    |
| Азијати           | 0 (0,0%)    | 0 (0,0%)    |
| Хиспаноамериканци | 6 (4,9%)    | 0 (0,0%)    |
| Укупно            | 122         | 129         |